# SWR3
SWR3 es una emisora de música contemporánea para adultos producida por la Südwestrundfunk desde sus estudios de Baden-Baden, cubriendo de manera plena los estados de Baden-Würtemberg y Renania Palatinado y de manera parcial los estados de Hesse, Sarre, Renania del Norte - Westfalia, y Baviera, la región francesa de Alsacia y el norte de Suiza.
- Datos: Q2208789
- Multimedia: SWR3 / Q2208789